# الکس کروپلی
الکس کروپلی (انگلیسی: Alex Cropley؛ زادهٔ ۱۶ ژانویهٔ ۱۹۵۱) فوتبالیست اهل بریتانیا است.
از باشگاه‌هایی که در آن بازی کرده‌است می‌توان به باشگاه فوتبال آرسنال، باشگاه فوتبال استون ویلا، باشگاه فوتبال هیبرنین، باشگاه فوتبال نیوکاسل یونایتد، باشگاه فوتبال پورتسموث، و تیم ملی فوتبال اسکاتلند اشاره کرد.
وی همچنین در تیم ملی فوتبال اسکاتلند بازی کرده‌است.